# ケビン・ミラー問題
ケビン・ミラー問題 とは、2003年の1月から2月にかけて、MLBのフロリダ・マーリンズに所属していたプロ野球選手、ケビン・ミラー選手との契約をめぐり、中日ドラゴンズとボストン・レッドソックスの間で発生した騒動のこと。ケビン・ミラー事件、ケビン・ミラー騒動 とも呼称される。
なお、本項における日付はすべて日本時間を扱っている。

## 発端
2003年1月、NPBの中日ドラゴンズは、新外国人選手としてケビン・ミラーを獲得。年俸総額660万ドルの2年契約を結んだと11日に発表した。
ところが、マーリンズがミラーを中日に譲渡するために、同選手をウェイバー公示にかけたところ、中日に加えてMLBのレッドソックスも入札を表明した。これはMLBとNPBの間にある「日本の球団に譲渡する目的でウェイバーにかけた選手は、他球団が入札をしない」という紳士協定を無視したものであった。

## 経過
レッドソックスはまずミラーとの交渉を開始するが、ミラー側は拒否。すると今度は中日に対し「マーリンズに支払った契約金を全額レッドソックスが肩代わりをする」「代替選手としてベニー・アグバヤニを中日に譲渡する」との条件でミラーの契約譲渡を申し込むも、中日側が拒否。その翌日、ボストンの地元紙ボストン・グローブは、ミラー選手がレッドソックスでのプレーを希望していると報じ、その後中日側はミラーが来日を拒否していることを認めたが自由契約とはせず、31日にミラーを支配下選手登録する。背番号も前年まで山崎武司が着用していた22と発表された。
しかし、ミラーはレッドソックスへの入団を希望。「基本的に合意したが、正式契約はまだだ。中村とどこが違う」と、当時ニューヨーク・メッツとの入団合意が報じられながら決裂した中村紀洋の例を引き合いに出し、自らの正当性を主張し来日を拒否する。MLB機構は、ミラーはMLBの他球団が獲得を表明しても断るという内容の文書にマーリンズと合意しており、すでに中日と契約したため、レッドソックス入団を希望する場合は日本人選手と同様に、ポスティングシステムによってのみフリーエージェントになるとの見解を示し、調停はしないとした。

## 契約解除、レッドソックスへ
その後中日はミラーの説得を断念。2月14日にはマーリンズとレッドソックス間での移籍が合意に達したと報じられ、同日に中日は自由契約を示唆した。MLB選手会はレッドソックス入団を希望するミラーを支持し、中日がミラーとの契約を解除しない場合は、東京ドームで開催予定であったシアトル・マリナーズとオークランド・アスレチックスの開幕戦への選手派遣を拒否する可能性を示唆した。
MLB機構はミラーの選手契約に関する身分問題が中日との間で解決したと15日に発表。中日はミラーを保有する主張を取り下げる代わりに、一定額の金銭を受け取ることとなった。翌日に中日は契約解除を了承し、17日に自由契約選手として公示された。
その3日後、レッドソックスがミラーと年俸総額530万ドルの2年契約を正式に結んだことが発表され、27日にはミラーの謝罪文が公表された。来日を拒否した理由も書かれており、イラクとの交戦が予想されるなかで米国を離れることに家族が反対したためであり、自身の意志ではない旨が書かれていた。

## その後
中日はミラーを自由契約とした翌日にアレックス・オチョアと契約合意し 、アレックスは23日に同球団へ入団した。